# Valéry Demory
Valéry Demory (Denain, 13 september 1963) is een Frans voormalig basketballer en huidig basketbalcoach.

## Carrière
De 1,78 meter lange point guard verhuisde in 1982 van zijn thuisclub AS Denain-Voltaire naar de eerste divisie club Stade Français Basket in Parijs. Daar bleef hij een jaar, daarna stond hij van 1983 tot 1987 onder contract bij Challans, van 1987 tot 1989 bij Cholet Basket en van 1989 tot 1991 bij CSP Limoges. Met Limoges werd hij Frans kampioen in 1990, Demory droeg bij aan het succes in het seizoen 1989/90 met een gemiddelde van 8,5 punten en 6,7 assists. In datzelfde jaar bereikte hij met Limoges de halve finale van de Europese Kampioensbeker. Zij werden uitgeschakeld, maar wonnen de wedstrijd om de derde plaats.
Hij verliet Limoges in 1991 om bij de aartsrivalen Pau-Orthez te gaan spelen. Hij won het kampioenschap van 1992 met het team, met een gemiddelde van 10,2 punten en 5 assists in dat seizoen. In 1994 verhuisde hij van Pau-Orthez terug naar Cholet, waar hij tot 1997 bleef. Van 1997 tot 2000 kwam Demory, die vooral bekend stond om zijn snelheid, begrip van het spel en zijn vermogen om assists te geven, bij het team van ALM Évreux. In 1988, 1989 en 1990 werd hij door het tijdschrift Maxi-Basket uitgeroepen tot de beste Franse point guard in de competitie.
Met de nationale ploeg van Frankrijk nam hij deel aan de Wereldbeker van 1986 en de Europese Kampioenschappen van 1985, 1987 en 1991.
Als coach werkte hij in Évreux (2000/01), daarna in Mourenx (2001 tot 2007). Tussen 2007 en 2017 stegen de vrouwen van Lattes-Montpellier onder zijn leiding als coach naar de Franse top, wonnen het Franse kampioenschap in zowel 2014 als 2016 en de bekercompetitie in 2011, 2013, 2015 en 2016. In 2017 nam hij de coachingstaak op zich bij het vrouwenteam van Lyon Basket (later omgedoopt tot ASVEL Féminin). Hij leidde Lyon naar de titel van het Franse kampioenschap in 2019. In 2011 en 2019 werd Demory uitgeroepen tot coach van het jaar van de Franse vrouwen eredivisie. In 2021 werd hij opnieuw coach van Lattes-Montpellier. In oktober 2021 werd hij tevens ook de bondscoach van de Belgische nationale vrouwenploeg. Op 28 oktober 2022 werd hij ontslagen als bondscoach van de Belgische ploeg.

## Erelijst

### Als Speler
- Frans landskampioen: 1990, 1992

### Als Coach
- Frans landskampioen: 2014, 2016, 2019
- Frans bekerwinnaar: 2011, 2012, 2015, 2016
- Frans coach van het jaar (vrouwencompetitie): 2011, 2019